# دانشگاه آمریکایی پنوم پن
دانشگاه آمریکایی پنوم پن (به لاتین: American University of Phnom Penh) یک دانشگاه در کامبوج است که در پنوم‌پن واقع شده‌است.